# عربستان (استان ساسانی)
عربستان (پارسی میانه: Arwāstān اَرواستان) یکی از استان‌های شاهنشاهی ساسانی بود. این استان در شمال میانرودان واقع شده و با توجه به موقعیت تجاری‌اش، یکی از مناقشه‌های جنگ‌های ایران و روم و همچنین یکی از مراکز تجاری آن دوران بود.
این استان از شمال به ارمنستان، از شرق به آدیابن و از جنوب به آسورستان راه داشت و در غرب با استان رومی اسروئن هم مرز بود. نصیبین نقش پایتخت این استان را داشت.

## کتابشناسی
- Frye, Richard N. (1983). The History of Ancient Iran.
- Jullien, Christelle (2018). "Beth 'Arabaye".  In Nicholson, Oliver (ed.). The Oxford Dictionary of Late Antiquity. Oxford: Oxford University Press. ISBN 978-0-19-866277-8.
- Widengren, G. (1986). "ARBĀYISTĀN". Encyclopaedia Iranica. pp. 276–277.